# Катастрофа Boeing 767 под Нантакетом
Катастрофа Boeing 767 под Нантакетом — крупная авиационная катастрофа, произошедшая ночью в воскресенье 31 октября 1999 года. Авиалайнер Boeing 767-366ER авиакомпании EgyptAir выполнял плановый межконтинентальный рейс MS990 по маршруту Лос-Анджелес—Нью-Йорк—Каир, но через 33 минуты после вылета из Нью-Йорка рухнул в Атлантический океан в 100 километрах южнее острова Нантакет (США). Погибли все находившиеся на его борту 217 человек — 203 пассажира и 14 членов экипажа.
Катастрофа рейса 990 остаётся крупнейшей авиакатастрофой в истории египетской авиации.

## Сведения о рейсе 990

### Самолёт
Boeing 767-366ER (регистрационный номер SU-GAP, заводской 24542, серийный 282) был выпущен в 1989 году (первый полёт совершил 15 сентября). 26 сентября того же года был передан авиакомпании EgyptAir, в которой получил имя Tuthmosis III. Оснащён двумя двухконтурными турбовентиляторными двигателями Pratt & Whitney PW4060. На день катастрофы 10-летний авиалайнер совершил 7556 циклов «взлёт-посадка» и налетал 33 219 часов.

### Экипаж
Самолётом управляли два экипажа — основной и сменный.
Основной экипаж:
- Командир воздушного судна (КВС) — 57-летний Ахмед Эль-Хабаши (англ. Ahmed El-Habashi). Пилот-ветеран, проработал в авиакомпании EgyptAir 36 лет и 3 месяца (с 13 июля 1963 года). Управлял самолётами Boeing 707, Boeing 737-200 и Boeing 737-300. В должности командира Boeing 767 — с 9 марта 1999 года. Налетал 14 384 часа, 6356 из них на Boeing 767.
- Второй пилот — 36-летний Адель Анвар (англ. Adel Anwar). Опытный пилот, проработал в авиакомпании EgyptAir 7 лет (с 1992 года). Управлял самолётом Boeing 737. Налетал 3360 часов.

Сменный экипаж:
- Командир воздушного судна (КВС) — 52-летний Рауф Нур Эль Дин (англ. Raouf Nour El Din). Очень опытный пилот, проработал в авиакомпании EgyptAir 18 лет (с 1981 года). Управлял самолётами Boeing 737-500 и Airbus A300. Налетал свыше 12 200 часов.
- Второй пилот — 59-летний Гамиль Аль-Батути (англ. Gameel Al-Batouti). Очень опытный пилот, проработал в авиакомпании EgyptAir 12 лет и 1 месяц (с 8 сентября 1987 года). Управлял самолётом Boeing 737-200. В должности второго пилота Boeing 767 — с 19 июня 1999 года. Налетал 12 538 часов (5755 из них в качестве КВС), 5191 из них на Boeing 767.

Также на борту находились ещё 4 пилота авиакомпании EgyptAir, летевшие в качестве пассажиров — КВС Хатим Рушди (англ. Hatem Rushdy) и вторые пилоты Хешам Фарук (англ. Hesham Farouk), Хешам Омар (англ. Hesham Omar) и Рафаат Айяд (англ. Rafaat Ayad).
В салоне самолёта работали 10 бортпроводников:
- Фарук Тамам (англ. Farouk Tamam),
- Нама Риад (англ. Neama Riad),
- Маха Ахмед (англ. Maha Ahmed),
- Джанет Фам (англ. Janet Fam),
- Амал Сайед (англ. Amal Sayed),
- Хасан Фарук (англ. Hasan Farouk),
- Хешам Сабри (англ. Hesham Sabry),
- Мохамед Галал (англ. Mohamed Galal),
- Маха Эльмахруки (англ. Maha Elmahrouky),
- Адель Эриан (англ. Adel Erian).

### Пассажиры
| Гражданство | Пассажиры | Экипаж | Всего |
| ----------- | --------- | ------ | ----- |
| США         | 100       | 0      | 100   |
| Египет      | 75        | 14     | 89    |
| Канада      | 21        | 0      | 21    |
| Сирия       | 3         | 0      | 3     |
| Судан       | 2         | 0      | 2     |
| Германия    | 1         | 0      | 1     |
| Зимбабве    | 1         | 0      | 1     |
| Всего       | 203       | 14     | 217   |

54 пассажира из США (многие из них люди пожилого возраста) были в туре группы «Великого кольца» (англ. Grand Circle Travel).
Также на борту самолёта находились 33 египетских офицера, которые возвращались с учений, в том числе 2 бригадных генерала, полковник, майор и 4 офицера ВВС Египта.
Из 203 пассажиров в Лос-Анджелесе на рейс 990 сели 32, остальные сели в Нью-Йорке.

## Катастрофа

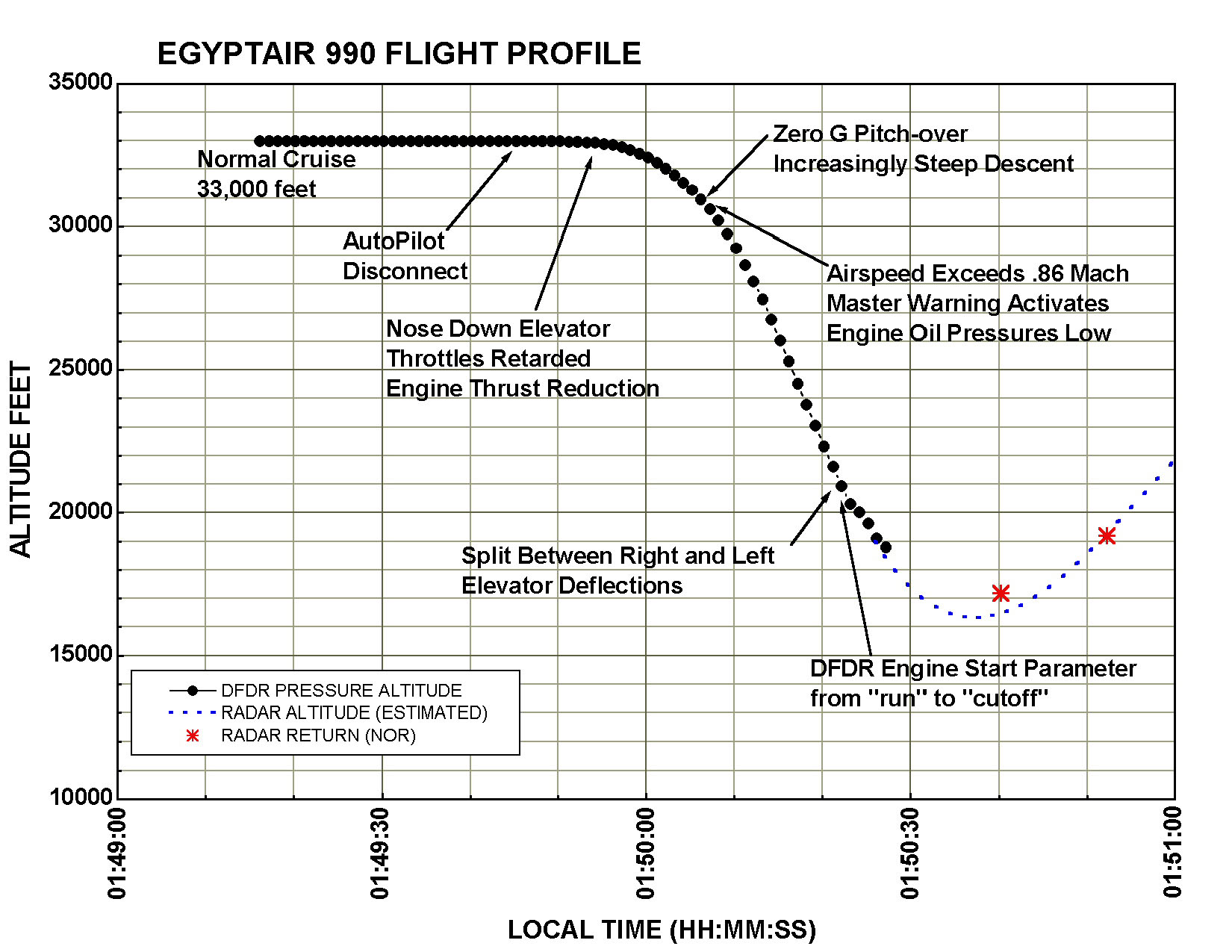
Схема полёта рейса 990 в последние минуты перед падением (NTSB)

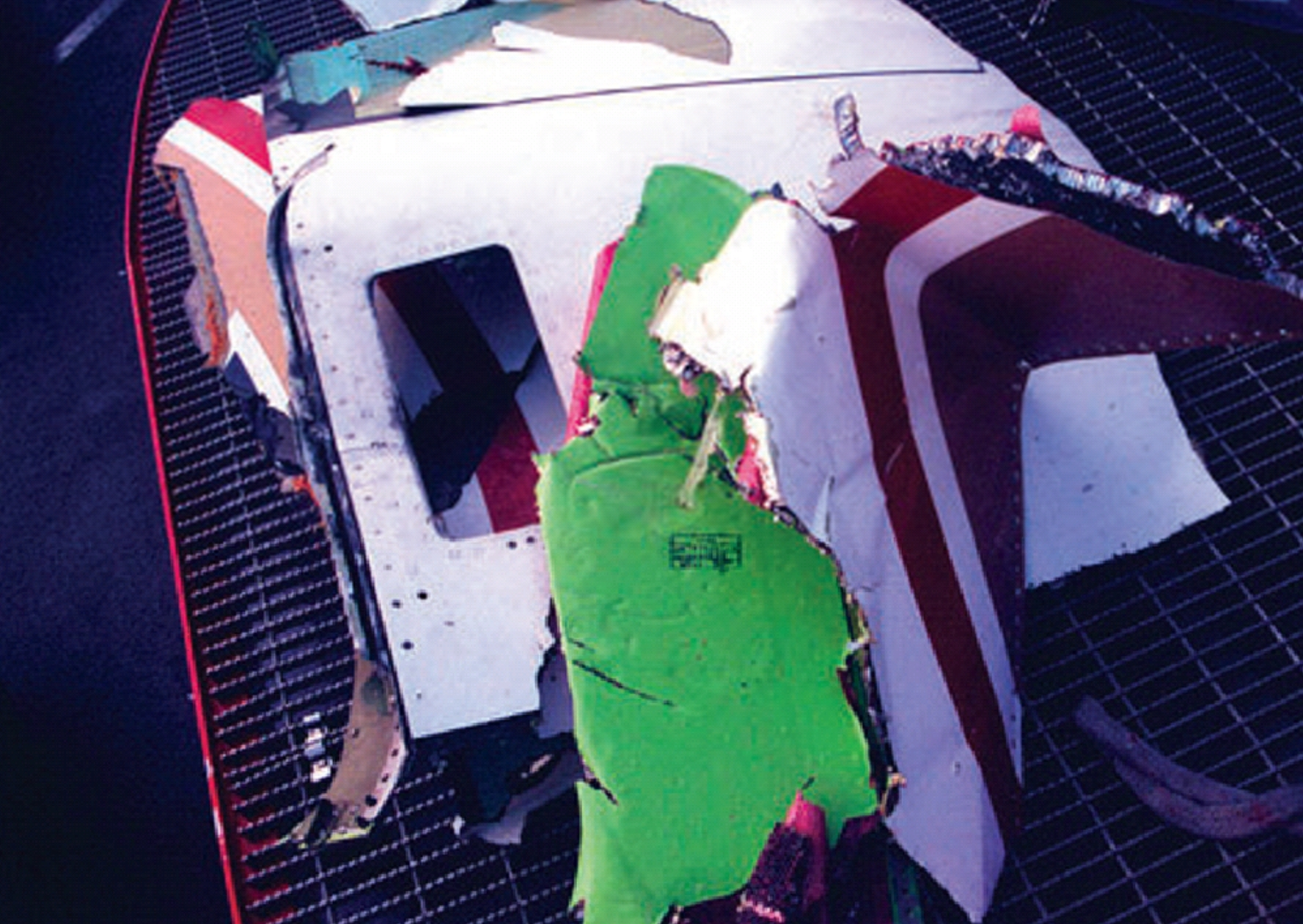
Обломки фюзеляжа рейса 990

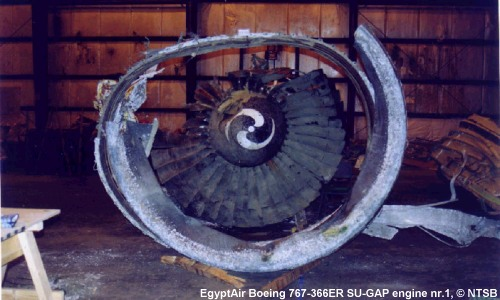
Обломки двигателя № 1 (левый) рейса 990

Рейс EgyptAir-990 вылетел из Нью-Йоркского аэропорта имени Джона Кеннеди в 01:19 EST (06:19 UTC), на его борту находились 14 членов экипажа и 203 пассажира.
В 01:44 самолёт занял эшелон FL330 (10 058 метров). В 01:50 командир Эль-Хабаши вышел в уборную, через 30 секунд сменный второй пилот Аль-Батути прошептал: Таваккальту ’аля-Ллах (англ. Tawkalt ala Allah; I rely on God, араб. توكلت على الله‎ — Я полагаюсь на Аллаха); он произнёс эту фразу 7 раз. Ещё через 3 секунды обороты обоих двигателей были уменьшены до минимума и рули самолёта были отклонены на пикирование.
Несмотря на то, что самолёт пикировал вниз, КВС смог добраться до кабины пилотов. Заняв рабочее место, он спросил второго пилота: Что происходит? Что происходит? (англ. What's happening? What's happening?), но тот продолжал повторять: Я полагаюсь на Аллаха. Командир опять спросил второго пилота: Что это? Что это? Ты отключил двигатели? (англ. What is this? What is this? Did you shut the engines?), затем он приказал Аль-Батути: Тяни за мной (англ. Pull with me) и начал набор высоты самолёта, но второй пилот продолжал толкать штурвал от себя. Вскоре оба двигателя отказали и отключились оба бортовых самописца.
В 01:52 EST рейс MS990 рухнул в Атлантический океан в 100 километрах от острова Нантакет. За несколько секунд до того, как лайнер рухнул в воду, у него из-за сильных аэродинамических перегрузок оторвался двигатель №1 (левый). Все 217 человек на его борту погибли.

## Расследование
Катастрофа произошла в нейтральных водах, поэтому расследование причин катастрофы рейса MS990 должно было проводить Министерство гражданской авиации Египта (ECAA), как следует из приложения 13 (Annex 13) норм ИКАО. Но поскольку ECAA на тот момент не располагало необходимыми ресурсами для проведения расследования, правительство Египта обратилось к американскому Национальному совету по безопасности на транспорте (NTSB) с просьбой принять расследование в свои руки.
Через 2 недели после катастрофы (15 ноября) NTSB предложило передать материалы следствия в ФБР США, так как были собраны материалы, которые указывали, что катастрофа была преднамеренной, а не случайной.
Такое предложение не устроило египетскую сторону, и она попросила NTSB вести расследование дальше. Далее были собраны новые доказательства преднамеренного крушения, но здесь египетское правительство отказалось от своего первоначального решения и взяло расследование причин катастрофы в свои руки. Два расследования пришли к совершенно разным заключениям: NTSB пришло к выводу, что катастрофа была вызвана намеренными действиями второго пилота сменного экипажа Гамиля Аль-Батути; ECAA же утверждало, что причина катастрофы была в системе управления самолётом.
Окончательный отчёт расследования NTSB был опубликован 13 марта 2002 года.

## Последствия катастрофы
Авиакомпания EgyptAir в знак уважения к пассажирам и экипажу рейса 990 сменила номер рейса Нью-Йорк—Каир с MS990 на MS986 (обратный рейс Каир—Нью-Йорк с MS989 на MS985), и теперь по этому маршруту летает Boeing 787 Dreamliner. Кроме того, авиакомпания EgyptAir прекратила обслуживать Лос-Анджелеc.

## Культурные аспекты
Катастрофа рейса 990 показана в 3 сезоне канадского документального телесериала Расследования авиакатастроф в серии Рейс EgyptAir-990.